# Saint-Germain-sur-Morin
Saint-Germain-sur-Morin és un municipi francès, situat al departament de Sena i Marne i a la regió de Illa de França. L'any 2007 tenia 3.362 habitants.
Forma part del cantó de Serris, del districte de Meaux i de la Comunitat de comunes Pays Créçois.

## Demografia

### Població
El 2007 la població de fet de Saint-Germain-sur-Morin era de 3.362 persones. Hi havia 1.224 famílies, de les quals 244 eren unipersonals (84 homes vivint sols i 160 dones vivint soles), 364 parelles sense fills, 540 parelles amb fills i 76 famílies monoparentals amb fills.
La població ha evolucionat segons el següent gràfic:
Habitants censats

### Habitatges
El 2007 hi havia 1.302 habitatges, 1.230 eren l'habitatge principal de la família, 27 eren segones residències i 45 estaven desocupats. 1.072 eren cases i 206 eren apartaments. Dels 1.230 habitatges principals, 1.009 estaven ocupats pels seus propietaris, 145 estaven llogats i ocupats pels llogaters i 76 estaven cedits a títol gratuït; 34 tenien una cambra, 78 en tenien dues, 138 en tenien tres, 320 en tenien quatre i 660 en tenien cinc o més. 1.022 habitatges disposaven pel capbaix d'una plaça de pàrquing. A 573 habitatges hi havia un automòbil i a 567 n'hi havia dos o més.

### Piràmide de població
La piràmide de població per edats i sexe el 2009 era:
| Homes | Edats   | Dones |
| ----- | ------- | ----- |
| 0     | 95 o +  | 4     |
| 0     | 90 a 94 | 8     |
| 4     | 85 a 89 | 12    |
| 12    | 80 a 84 | 12    |
| 20    | 75 a 79 | 44    |
| 36    | 70 a 74 | 40    |
| 44    | 65 a 69 | 72    |
| 60    | 60 a 64 | 56    |
| 68    | 55 a 59 | 92    |
| 104   | 50 a 54 | 120   |
| 124   | 45 a 49 | 104   |
| 120   | 40 a 44 | 104   |
| 92    | 35 a 39 | 88    |
| 100   | 30 a 34 | 108   |
| 112   | 25 a 29 | 120   |
| 68    | 20 a 24 | 48    |
| 96    | 15 a 19 | 80    |
| 92    | 10 a 14 | 116   |
| 132   | 5 a 9   | 68    |
| 80    | 0 a 4   | 80    |

## Economia
El 2007 la població en edat de treballar era de 2.219 persones, 1.704 eren actives i 515 eren inactives. De les 1.704 persones actives 1.593 estaven ocupades (814 homes i 779 dones) i 111 estaven aturades (49 homes i 62 dones). De les 515 persones inactives 204 estaven jubilades, 181 estaven estudiant i 130 estaven classificades com a «altres inactius».

### Ingressos
El 2009 a Saint-Germain-sur-Morin hi havia 1.248 unitats fiscals que integraven 3.512,5 persones, la mediana anual d'ingressos fiscals per persona era de 23.549 €.

### Activitats econòmiques
Dels 140 establiments que hi havia el 2007, 1 era d'una empresa alimentària, 1 d'una empresa de fabricació de material elèctric, 6 d'empreses de fabricació d'altres productes industrials, 24 d'empreses de construcció, 23 d'empreses de comerç i reparació d'automòbils, 6 d'empreses de transport, 11 d'empreses d'hostatgeria i restauració, 7 d'empreses d'informació i comunicació, 4 d'empreses financeres, 11 d'empreses immobiliàries, 29 d'empreses de serveis, 9 d'entitats de l'administració pública i 8 d'empreses classificades com a «altres activitats de serveis».
Dels 41 establiments de servei als particulars que hi havia el 2009, 2 eren oficines bancàries, 1 paleta, 6 guixaires pintors, 4 fusteries, 6 lampisteries, 4 electricistes, 5 perruqueries, 7 restaurants, 4 agències immobiliàries i 2 salons de bellesa.
Dels 7 establiments comercials que hi havia el 2009, 1 era un hipermercat, 1 una gran superfície de material de bricolatge, 1 una botiga de menys de 120 m², 2 botigues d'electrodomèstics, 1 una botiga de mobles i 1 una joieria.

## Equipaments sanitaris i escolars
El 2009 hi havia 1 farmàcia i 1 ambulància.
El 2009 hi havia 1 escola maternal i 1 escola elemental.

## Poblacions més properes
El següent diagrama mostra les poblacions més properes.